# ویکتور نادی
ویکتور نادی (مجاری: Viktor Nagy؛ زادهٔ ۲۴ ژوئیهٔ ۱۹۸۴) بازیکن واترپلو اهل مجارستان است.